# 王振江 (1925年)
王振江（1925年5月—2021年5月24日），男，直隶广宗人，中华人民共和国政治人物，曾任贵州省人民政府副省长，贵州省人大常委会副主任。

## 生平
1944年加入中国共产党。曾任冀鲁豫日报社、赣东北日报社办公室主任。1954年后，历任中共贵州省委宣传部处长、文教部副部长，贵阳医学院党委书记，贵州省卫生厅副厅长，毕节地区革命委员会副主任、主任，中共毕节地委第一书记，贵州省革命委员会副主任兼秘书长，贵州省人民政府副省长，贵州省第六、七届人大常委会副主任。1993年至1998年，任第八届全国人大代表。2021年5月24日0时59分在贵阳逝世。